# كيمياء النسيج

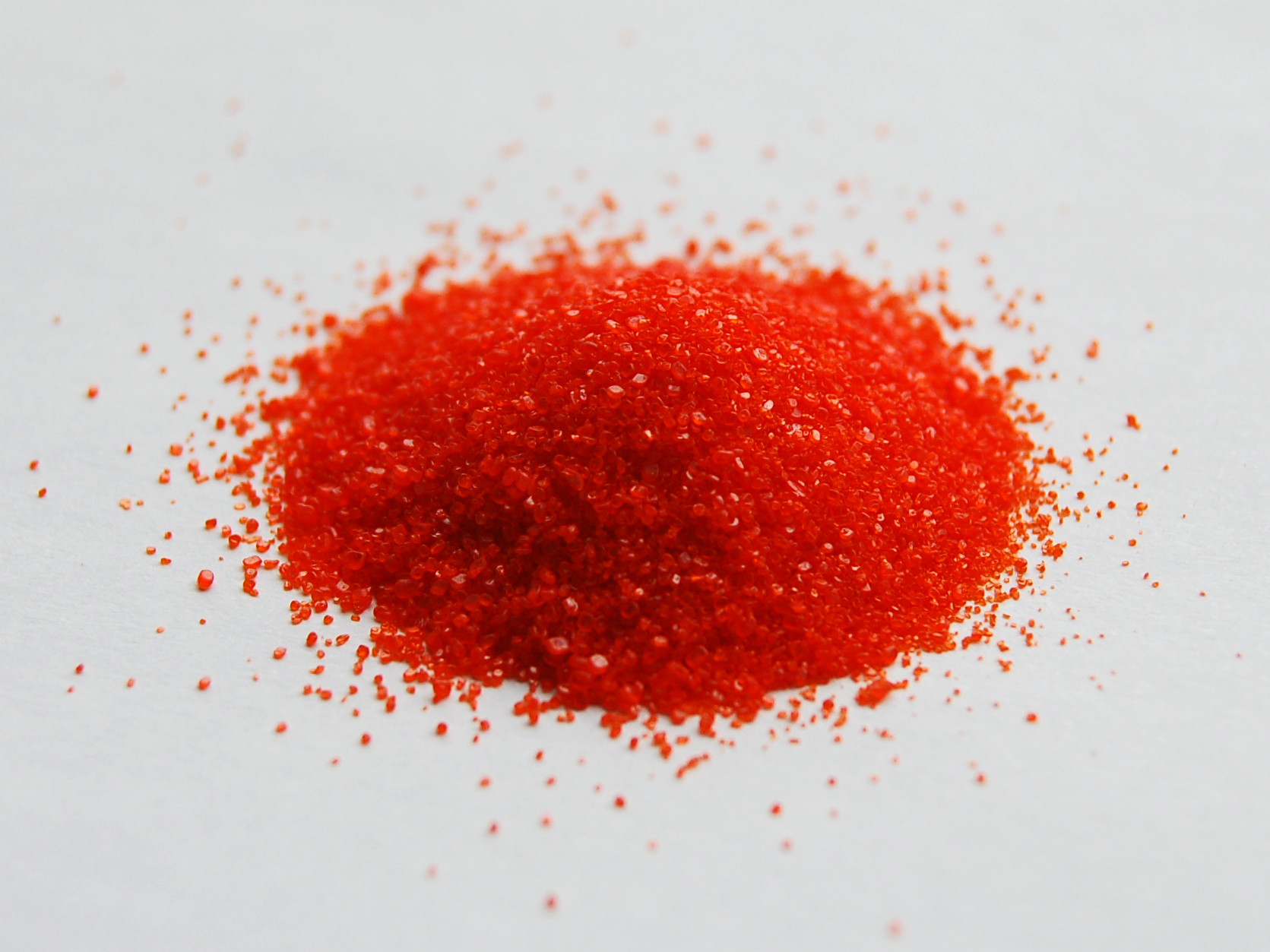
بلورات ثنائي كرومات البوتاسيوم، تستخدم كمادة رابطة في صناعة الصباغة.

كيمياء النسيج هي في المقام الأول شكل تطبيقي لدراسة النسيج. وهو حقل يطبق المبادئ الكيميائية لفهم المواد النسيجية وتعديل الخصائص الوظيفية والجمالية أو الشكلية للحصول على الخصائص المرغوبة.
تبدأ دراسة كيمياء النسيج بمعرفة كلا الألياف الطبيعية (Natural fibers) والألياف الاصطناعية (Synthetic fibers). حظيت الألياف الاصطناعية بأهمية كبيرة في الوقت الراهن مما تطلب من دارس كيمياء النسيج التمرس في كيمياء البوليميرات. وبالتالي ازداد الترابط والتلازم بين كيمياء النسيج وعلم المواد.
تتضمن كيمياء النسيج تطبيق مبادئ كيمياء السطوح في عمليات التنظيف والتعديل كما في عمليات الصباغة وإنهاء النسيج. وللكيمياء العضوية حظ وافر في كيمياء النسيج حيث تستخدم لتركيب وصياغة المنتجات المستخدمة في العمليات.